# Glitch

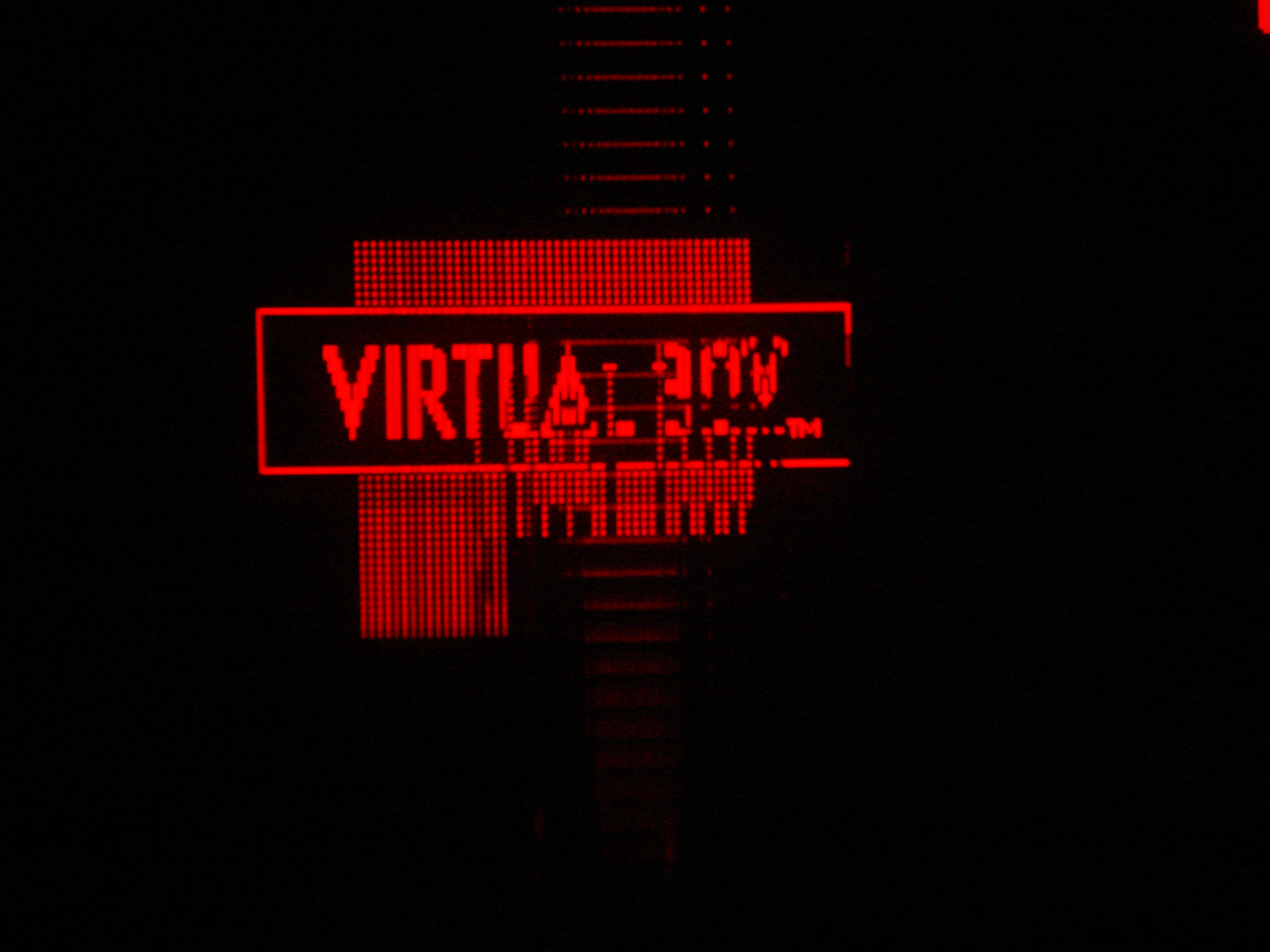
Imagen de un glitch en un Virtual Boy.

Un glitch (del Yiddish "גליטש"), en el ámbito de la informática o los videojuegos, es un error que, al no afectar negativamente al rendimiento, jugabilidad o estabilidad del programa o videojuego en cuestión, no puede considerarse un fallo, sino más bien una característica no prevista.
En los videojuegos, también se usa el término para referirse a un error que puede ser explotado por los jugadores. 
En algunos videojuegos se pueden observar glitches visuales debido a ficheros mal codificados o dañados, que al ser leídos forman figuras o imágenes erróneas. Uno de los casos más ampliamente conocidos es la denominada «Glitch City» (‘Ciudad Fallo’), error que aparece en varios videojuegos, mayormente antiguos, de Pokémon. Otro de los más conocidos en dicho videojuego es MissingNO, glitch que en este caso sí puede llegar a alterar el videojuego, llevándolo a multiplicar objetos o cambiar/modificar gráficos, entre otros.

## Diferencia deglitchybug
Es común escuchar los dos términos en el mundo del gaming. No obstante, aunque no se trate de sinónimos, no siempre se puede establecer un límite claro entre ellos. 
- Glitch: como se indica arriba, el glitch se trata de un fallo que no afecta al rendimiento del juego. Su presencia en el juego puede ser deliberada o no. No obstante, durante el desarrollo y testeo, el glitching se usa para agilizar el trabajo de desarrolladores y testers.[2]

- Bug: por su parte, un bug sí puede afectar a la experiencia de juego al tratarse de un error de programación importante.

## Utilización
Los glitches son utilizados con varios fines. El más usual es en vídeos «Let's play», es decir, el entretenimiento de espectadores en plataformas de streaming como Twitch o YouTube, o en «Speedrun», una forma de jugar en la que el objetivo es completar el juego (o el reto que el propio jugador se proponga) en el menor tiempo posible utilizando todo lo que el juego nos pone a nuestra disposición, incluyendo glitches.

## Popularización
El término glitch, en mayor o menor medida conocido en informática y videojuegos, llegó a oídos del gran público gracias a la película Wreck-It Ralph (2012), que igualmente dio a conocer al grupo AKB48 más allá de su país natal, Japón.
Un antecedente que tornó masivo el término utilizándolo figurativamente lo encontramos en la película de 1994 Reality Bites, donde aparece el siguiente diálogo entre dos de los personajes:

Michael: «Hey, what is your glitch, huh?»
Troy: «My 'glitch'?»
Reality Bites (1994).